# Aquilonastra
Aquilonastra es un género de equinodermos asteroideos de la familia Asterinidae; se distribuyen por el Indo-Pacífico.

## Especies
Se reconocen las siguientes:
- Aquilonastra alisonae O'Loughlin & Bribiesca-Contreras, 2015
- Aquilonastra anomala (H.L. Clark, 1921)
- Aquilonastra batheri (Goto, 1914)
- Aquilonastra burtoni (Gray, 1840)
- Aquilonastra byrneae O'Loughlin & Rowe, 2006
- Aquilonastra cassini O'Loughlin & Bribiesca-Contreras, 2015
- Aquilonastra cepheus (Müller & Troschel, 1842)
- Aquilonastra chantalae O'Loughlin & MacKenzie, 2013
- Aquilonastra colemani O'Loughlin & Rowe, 2006
- Aquilonastra conandae O'Loughlin & Rowe, 2006
- Aquilonastra corallicola (Marsh, 1977)
- Aquilonastra coronata (von Martens, 1866)
- Aquilonastra donia O'Loughlin & Bribiesca-Contreras 2017
- Aquilonastra doranae O'Loughlin & Rowe, 2006
- Aquilonastra halseyae O'Loughlin & Rowe, 2006
- Aquilonastra heteractis (H.L. Clark, 1938)
- Aquilonastra iranica (Mortensen, 1940)
- Aquilonastra korora O'Loughlin & Bribiesca-Contreras 2017
- Aquilonastra limboonkengi (Smith, 1927)
- Aquilonastra marshae O'Loughlin & Rowe, 2006
- Aquilonastra minor (Hayashi, 1974)
- Aquilonastra moosleitneri O'Loughlin & Rowe, 2006
- Aquilonastra oharai O'Loughlin & Rowe, 2006
- Aquilonastra richmondi O'Loughlin & Rowe, 2006
- Aquilonastra rosea (H.L. Clark, 1938)
- Aquilonastra rowleyi O'Loughlin & Rowe, 2006
- Aquilonastra samyni O'Loughlin & Rowe, 2006
- Aquilonastra scobinata (Livingstone, 1933)
- Aquilonastra shirleyae O'Loughlin, 2009
- Aquilonastra starmeri O'Loughlin & Bribiesca-Contreras 2017
- Aquilonastra watersi O'Loughlin & Rowe, 2006
- Aquilonastra yairi O'Loughlin & Rowe, 2006